# Cikava, Mokronog - Trebelno
Cikava je naselje v Občini Mokronog - Trebelno.